# Carl Otto von Arnim
Carl Otto von Arnim auch Carl Otto von Arnim-Bietikow (* 22. Dezember 1747 in Kröchlendorff; † 23. November 1798 in Bietikow) war ein preußischer Landrat.

## Leben

### Familie
Carl Otto von Arnim war der Sohn des uckermärkischen Landrats Abraham Friedrich von Arnim (* 11. Juli 1714 in Kröchlendorff; † 26. Mai 1788 ebenda), Landrat des uckermärkischen Kreises und Besitzer von Kröchlendorff, Woddow, Bietikow, Bertikow, Kutz (heute in der Gemeinde Boitzenburger Land) sowie Raduhn und dessen Ehefrau Luise Margarethe (* 31. Dezember 1721 in Wolfsburg; † 11. März 1784 in Kröchlendorff), Tochter des Generalleutnants Adolph Friedrich von der Schulenburg; er hatte noch weitere elf Geschwister, zu diesen zählte auch der Justizminister Albrecht Heinrich von Arnim.
In den 1790er Jahren hatte er seinen Wohnsitz auf Bietikow. Er blieb zeit seines Lebens unverheiratet.

### Werdegang
Carl Otto von Arnim besuchte bis 1764 verschiedene Bildungseinrichtungen, bevor er sich am 21. April 1764 in an der Universität Frankfurt an der Oder zu einem Studium der Rechtswissenschaften immatrikulierte, das er 1768 beendete.
Am 8. April 1768 bewarb er sich als Referendar am Berliner Kammergericht und wurde nach seiner ersten Prüfung am 18. September 1768 angenommen. Er war darauf ein Jahr als Referendar tätig, fertigte Mitte 1770 eine Proberelation an und wurde am 22. August 1770 mündlich geprüft. Obwohl er in dieser Prüfung gute Rechtskenntnisse nachweisen konnte, wechselte er ohne Angabe von Gründen in das Kameralfach und trat im September 1770 als Referendar in die kurmärkische Kriegs- und Domänenkammer in Berlin ein.
Im Mai 1771 erfolgte seine Wahl als Nachfolger seines Vaters durch die uckermärkischen Stände zum Landrat. Am 21. Dezember 1771 absolvierte er im Beisein von Minister Friedrich Wilhelm von Derschau das kameralistische Rigorosum und wurde am 30. Dezember 1771 als Landrat bestätigt. Weil er jedoch kein Gehalt erhielt, wechselte er seinen Wohnsitz von Berlin nach Kröchlendorff zu seinem Vater, der ihm das Gut Kutz übergab.
1772 stand er in einem Rangstreit mit Joachim Valentin von Eickstedt (1736–1806); nachdem dieser am 20. Januar 1773 zum Vizedirektor ernannt worden war, erhielt Carl Otto von Arnim das Prädikat Geheimer Kriegsrat, vermutlich als Ausgleich. Zwischen den beiden kam es dann im Sommer 1773 zu Handgreiflichkeiten, in deren Folge sie vorübergehend suspendiert wurden und einen mehrmonatigen Arrest in der Festung Spandau verbüßen mussten; am 29. Mai 1774 wurden beide, nach Stellung einer Kaution, wieder in ihren Ämtern eingesetzt.
Im Juni 1781 bat er um eine Beförderung, der König Friedrich II. lehnte den Antrag jedoch mit dem Hinweis ab, er habe noch nie von dem Rat gehört.
Im Herbst 1785 wurde gegen ihn und seinen Bruder Albrecht Heinrich von Arnim, der damals noch Landschaftsdirektor war, eine Denunziation ausgesprochen, die von Minister Hans Ernst Dietrich von Werder untersucht wurde. Carl Otto von Arnim sollte laut Ordre vom 20. Oktober 1785 vom Minister aufgefordert werden, mit seinen Untertanen nicht zu hart zu verfahren und seinen Pflichten korrekt nachzukommen, ansonsten würde ihm sein Amt entzogen.
1788 übernahm er das Gut Bietikow und publizierte im selben Jahr die Schrift Über die Cantonverfassung in den Preußischen Staaten. 1793 wurde er zum Feuersozietätsdirektor ernannt.
Nach seinem Tod wurde Johann Anton Joachim von Arnim (1754–1821) im Februar 1799 von den uckermärkischen Ständen zum Landrat gewählt.

### Freimaurer
Carl Otto von Arnim gehörte der Großen Landesloge der Freimaurer von Deutschland an. 1778 wollte er in Prenzlau eine Freimaurerloge gründen, die nach dem Stadtwappen Zum Schwan heißen sollte. Der Plan scheiterte jedoch, weil im selben Jahr das Prenzlauer Infanterieregiment Nr. 12, eines der sozialen Standbeine der geplanten Gesellschaft, in den Bayerischen Erbfolgekrieg zog.
1795 erfolgte ein erneuter Versuch, indem der Infanteriekapitän Friedrich Wilhelm von Gaudi, ein Mitglied der Berliner Militärloge Zum flammenden Stern, Verhandlungen aufnahm sowohl mit Carl Otto von Arnim als auch mit dem späteren Geheimen Finanzrat und Generalmajor Ludwig August Emil Franz von Guionneau, einem Mitglied des Altschottischen Direktoriums, also der Führung der Großen National-Mutterloge Zu den drei Weltkugeln. In diesen Verhandlungen erklärte sich Carl Otto von Arnim bereit, die Logenführung zu übernehmen, obwohl die Loge nicht zu der Großen Landesloge gehören würde. Weil die Neugründung nicht mehr an den ersten Versuch erinnern sollte, wurde ein neuer Logenname gewählt, und so trafen sich am 19. Dezember die Freimaurer Carl Otto von Arnim, Friedrich Wilhelm von Gaudi und Major Heinrich Ferdinand von Bardeleben vom Infanterieregiment Nr. 12, der Postmeister Karl Heinrich von Schönermark, die Ärzte Daniel Friedrich Schiffert und Wilhelm Rehfeldt, der Akziserat Jean Baptiste Prévôt, der Regimentsquartiermeister Abraham Fournier, der Feldprediger Heinrich Theodor Stiller und der Gutsherr Karl Gottlob von Stülpnagel-Grünberg und gründeten die Loge Zur Wahrheit; die Gründungsmitglieder wählten Carl Otto von Arnim zum Meister vom Stuhl. Am 20. Januar 1796 unterschrieb er in Berlin den Eid als Meister vom Stuhl und die National-Mutterloge erteilte am 4. Februar 1796 die Stiftungsurkunde. Zur Errichtung der Loge schenkte er dieser hierfür 200 Reichstaler.
Am 7. März 1796 erfolgte in Anwesenheit von fünfzehn Mitgliedern und drei Gästen, die später ebenfalls Mitglieder wurden, die Installation der Loge. Nach dem Tod von Carl Otto von Arnim wurde Heinrich Ferdinand von Bardeleben zu dessen Nachfolger als Stuhlmeister gewählt.

## Schriften (Auswahl)
- Über die Cantonverfassung in den Preußischen Staaten. Frankfurt und Leipzig 1788.